# Anneke Blok
Pour les articles homonymes, voir Blok.
 (octobre 2018).
Si vous disposez d'ouvrages ou d'articles de référence ou si vous connaissez des sites web de qualité traitant du thème abordé ici, merci de compléter l'article en donnant les références utiles à sa vérifiabilité et en les liant à la section « Notes et références ».
Anneke Blok, née le 24 décembre 1959 à Rheden, est une actrice néerlandaise.

## Carrière
Elle commence sa carrière cinématographique à l'âge de 29 ans. Elle est la sœur de l'actrice Marnie Blok. Elle est la belle-sœur du réalisateur Maarten Treurniet.

## Filmographie

### Cinéma et téléfilms
- 1989 : Uw mening graag de Heddy Honigmann : Bonni[2]
- 1989 : De wandelaar : Anouk Mulder
- 1989 : Prettig geregeld (nl) : Monique
- 1990 : Vigour de Frouke Fokkema[3]
- 1991 : Bij nader inzien : Bertie
- 1996 : Another Mother (nl) de Paula van der Oest : Karin[4]
- 1997 : Freemarket (en) de Hans Hylkema
- 1998 : Zebra : Mère de Bonnie
- 1998 : Over de liefde : Phillie
- 1998 : Een echte hond (nl) : Mère de Tessa
- 1999 : Un gamin de Maria Peters : Mère de Keesie[5]
- 2000 : Bij ons in de Jordaan (nl) : La gérante du magasin de loup
- 2000 : Blauw blauw (nl) : Madame Gelderbeek
- 2001 : Zus et Zo de Paula van der Oest : Wanda[6]
- 2003 : Verder dan de maan : Tante Connie
- 2005 : Le Cheval de Saint Nicolas de Mischa Kamp : Juf Sigrid[7]
- 2006 : Keep Off (nl) de Maria Peters[8]
- 2007 : Love is all de Joram Lürsen : Simone Coelman[9]
- 2007 : Mais où est le cheval de Saint-Nicolas? de Mischa Kamp[10]
- 2008 : Tiramisu de Paula van der Oest : Anne[11]
- 2008 : Winter in Wartime de Martin Koolhoven : Lia
- 2009 : Alles stroomt (nl) de Danyael Sugawara[12]
- 2011 : In therapie (nl) : Juliette Bastiaans
- 2011 : Met Donker Thuis : Carolien
- 2011 : Bon Voyage : Tine
- 2011-2012 : Mixed Up : Guusje Waterman
- 2012 : Lijn 32 (nl) : Willy Koudstaal
- 2012 : Show Me Love : La maman
- 2013 : 20 Lies, 4 Parents and a Little Egg (nl) de Hanro Smitsman : Emma[11]
- 2013 : Even Cowboys Get to Cry de Mees Peijnenburg : La mère[13]
- 2013 : Soof (nl) de Antoinette Beumer : Hansje[14]
- 2013-2016 : Danni Lowinski (nl) : Mandy Minthe
- 2014 : The Canal de Ivan Kavanagh : Marie[15]
- 2014 : Loenatik, te gek! : La voisine
- 2014-2018 : Nieuwe buren (nl) : Lilly Hoogstraten
- 2015 : French Leave  : Caroline
- 2015 : Men of the Final Hour : La maman
- 2016 : Fissa de Bobby Boermans[16]
- 2016 : Soof 2 (nl) de Esmé Lammers : Hansje[17]
- 2016 : The Fury de André van Duren[18]
- 2016 : The Day My Father Became a Bush de Nicole van Kilsdonk : La grand-mère[19]
- 2016-2017 : Petticoat (série télévisée) (nl) : Tante Gerda
- 2017 : Skógafoss de Niels Bourgonje : La maman[20]
- 2017 : Quality Time (nl) de Daan Bakker[21]
- 2017-2018 : Soof: Een Nieuw Begin : Hansje
- 2018 : Force : Trudy Niessen-Wijring
- 2018 : Bladgoud : La mère
- 2019 : Zomer Zonder Mama : La grand-mère de Suzan